# Tulovo, Stara Zagora
Tulovo (în bulgară Тулово) este un sat în comuna Măglij, regiunea Stara Zagora,  Bulgaria. 

## Demografie
Componența etnică a satului Tulovo
     Bulgari (48,63%)
     Romi (38,86%)
     Nicio identificare (12,27%)
     Altele (0,45%)
La recensământul din 2011, populația satului Tulovo era de 1.320 locuitori. Nu există o etnie majoritară, locuitorii fiind bulgari (48,63%) și romi (38,86%). Pentru 12,27% din locuitori nu este cunoscută apartenența etnică.